# Dmitri Petelin
Dmitri Aleksandrovitsj Petelin (Russisch Cyrillisch: Дмитрий Александрович Петелин; (Qostanay, Kazachstan, 10 juli 1983) is een Russisch kosmonaut die deel uitmaakte van de selectiegroep van 2012.

## Biografie
Petelin studeerde in 2006 af aan de Staatsuniversiteit van de Zuidelijke Oeral met een graad in vliegtuig- en helikoptertechniek. Na zijn afstuderen werkte hij als ingenieur voor het vliegtuigbedrijf NIK. 
Op 26 oktober 2012 werd hij kosmonaut en ondergebracht bij het Kosmonautentrainingscentrum Joeri Gagarin. Hij voltooide de opleiding tot kosmonaut en werd op 15 juli 2014 benoemd tot testkosmonaut.

## Sojoez MS-18, MS-19 en MS-22
In 2020 werd Petelin aangewezen voor de vervangende bemanning van Sojoez MS-18 en voor de hoofdbemanning van Sojoez MS-19. Twee stoelen van Sojoez MS-19 werden uiteindelijk verkocht aan twee ruimtetoeristen. In 2021 werd Petelin, samen met Sergej Prokopjev en Anna Kikina aangewezen voor Sojoez MS-22. In augustus 2022 is die samenstelling gewijzigd. Anna Kikina zou vliegen als onderdeel van de SpaceX Crew-5 en NASA-astronaut Francisco Rubio nam haar plaats in.